# Colonia Beta
La Colonia Beta es un planeta en la serie de Miles Vorkosigan de la escritora Lois McMaster Bujold. Cordelia Vorkosigan, uno de los personajes principales de los libros de la serie, procede de este planeta.
El planeta es mayoritariamente desértico, y la colonia en sí existe básicamente bajo tierra.
La Colonia Beta es conocida por su desarrollada tecnología y su carácter democrático y tolerante hacia cualquier aspecto sexual. Incluso el ámbito militar se rige de forma democrática. 
Muchas prácticas consideradas inmorales por otros mundos, como la prostitución, el consumo de drogas, las operaciones de cambio de sexo, etc. son legales y aceptadas en la Colonia Beta. 
La moneda de la Colonia Beta, el dólar Betano, es la divisa más usada en transacciones galácticas, ya que está considerada una de las monedas más estables y fiables.
Debido a la sobrepoblación, la reproducción está muy controlada. En cuanto alcanzan la edad fértil, todas las betanas reciben un implante anticonceptivo, y para ser autorizados para tener un hijo, los co-progenitores deben seguir un curso juntos y pasar muchas pruebas físicas, psicológicas y económicas. Muy pocas familias son autorizadas para tener más de dos hijos. Tres de cada cuatro embarazos betanos se llevan a cabo usando replicadores uterinos, aunque aquellas parejas que quieran tener a sus hijos con el método tradicional son libres de hacerlo. 
Una fracción minoritaria de la población betana es hermafrodita.
No se explica claramente qué naciones terrestres colonizaron Beta, aunque tanto los Estados Unidos como Holanda se han sugerido como posibles opciones (la moneda betana, el dólar, sugiere la primera opción, mientras que la gran tolerancia en terreno sexual y de consumo de drogas podría ser una referencia a la política liberal de los Países Bajos en ese ámbito)
- Datos: Q1144412